# Samarkand Challenger 2014
Il Samarkand Challenger 2014 è stato un torneo di tennis facente parte della categoria ATP Challenger Tour nell'ambito dell'ATP Challenger Tour 2014. È stata la 18ª edizione del torneo che si è giocato a Samarkand in Uzbekistan dal 12 al 18 maggio 2014 su campi in terra rossa e aveva un montepremi di $50,000.

## Partecipanti singolare

### Teste di serie
| Nazionalità          | Giocatore               | Ranking* | Testa di serie |
| -------------------- | ----------------------- | -------- | -------------- |
| Uzbekistan           | Denis Istomin           | 55       | 1              |
| Bosnia ed Erzegovina | Damir Džumhur           | 131      | 2              |
| Austria              | Gerald Melzer           | 151      | 3              |
| Uzbekistan           | Farrukh Dustov          | 165      | 4              |
| Croazia              | Toni Androić            | 222      | 5              |
| Canada               | Filip Peliwo            | 223      | 6              |
| Cile                 | Hans Podlipnik-Castillo | 224      | 7              |
| Spagna               | Gerard Granollers Pujol | 227      | 8              |
| Lituania             | Laurynas Grigelis       | 232      | 9              |

- Ranking al 5 maggio 2014.

### Altri partecipanti
Giocatori che hanno ricevuto una wild card:
- Sarvar Ikramov
- Temur Ismailov
- Karen Chačanov
- Vaja Uzakov

Giocatori che sono passati dalle qualificazioni:
- Anton Zaitsev
- Sanjar Fayziev
- Denys Molčanov
- Alexander Lobkov

## Partecipanti doppio

### Teste di serie
| Nazionalità | Giocatore          | Nazionalità | Giocatore      | Ranking* | Testa di serie |
| ----------- | ------------------ | ----------- | -------------- | -------- | -------------- |
| Irlanda     | James Cluskey      | India       | Saketh Myneni  | 345      | 1              |
| Bielorussia | Sergey Betov       | Bielorussia | Alexander Bury | 373      | 2              |
| Uzbekistan  | Farrukh Dustov     | Ucraina     | Denys Molčanov | 404      | 3              |
| Paesi Bassi | Antal van der Duim | Paesi Bassi | Boy Westerhof  | 417      | 4              |

- Ranking al 5 maggio 2014.

### Altri partecipanti
Coppie che hanno ricevuto una wild card:
- Sarvar Ikramov /  Djurabek Karimov
- Shonigmatjon Shofayziyev /  Vaja Uzakov
- Sanjar Fayziev /  Temur Ismailov

## Vincitori

### Singolare
Farrukh Dustov ha battuto in finale  Aslan Karacev con il punteggio di 7–6(7-4), 6–1

### Doppio
Sergey Betov /  Alexander Bury hanno battuto in finale  Shonigmatjon Shofayziyev /  Vaja Uzakov con il punteggio di 6–4, 6–3